# فرنسيس راسيل (سياسي)
فرنسيس راسيل (بالإنجليزية: Francis Russell, 5th Duke of Bedford)‏ (و. 1765 – 1802 م) هو سياسي بريطاني، ولد في ووبرن، بيدفوردشير، كان عضوًا في حزب الأحرار البريطاني، توفي عن عمر يناهز 37 عاماً.

## التعليم
تعلم في كلية الثالوث، كامبريدج، وتعلم في مدرسة وستمنستر
.

## روابط خارجية
- فرنسيس راسيل على موقع الموسوعة البريطانية (الإنجليزية)